# سیارک ۳۴۱۵
سیارک ۳۴۱۵ (به انگلیسی: 3415 Danby، نامگذاری:1928SL) سه هزار و چهارصد و پانزدهمین سیارک کشف شده‌است که در ۲۲ سپتامبر ۱۹۲۸ و در هایدلبرگ کشف شد.
قدر مطلق سیارک برابر ۱۰٫۸۰ است.